# جنسن كارب
جنسن كارب (بالإنجليزية: Hot Karl) هو مدون صوتي ومغني أمريكي، ولد في 8 نوفمبر 1983.

## وصلات خارجية
- الموقع الرسمي
- جنسن كارب على موقع IMDb (الإنجليزية)
- جنسن كارب على موقع ميوزك برينز (الإنجليزية)
- جنسن كارب على موقع ميوزك برينز (الإنجليزية)
- جنسن كارب على موقع ديسكوغز (الإنجليزية)